# Velká Británie na Zimních olympijských hrách 1980
Velkou Británii na Zimních olympijských hrách 1980 v Lake Placid reprezentovalo 48 sportovců, z toho 36 mužů a 12 žen. Nejmladším účastníkem byla krasobruslařka Susy Garlandová (13 let, 292 dní), nejstarším pak alpský lyžař Jeremy Palmer-Tomkinson (36 let, 108 dní). Reprezentanti vybojovali 1 zlatou medaili.

## Medailisté
| Medaile | Jméno         | Sport         | Disciplína |
| ------- | ------------- | ------------- | ---------- |
| Zlato   | Robin Cousins | Krasobruslení | muži       |

## Seznam všech zúčastněných sportovců

### Muži
| #  | Jméno                    | Věk | Sport           |
| -- | ------------------------ | --- | --------------- |
| 1  | Konrad Bartelski         | 22  | Alpské lyžování |
| 2  | Ross Blyth               | 18  | Alpské lyžování |
| 3  | Corrie Brown             | 30  | Boby            |
| 4  | David Cargill            | 22  | Alpské lyžování |
| 5  | Robin Cousins            | 22  | Krasobruslení   |
| 6  | Robert Daw               | 16  | Krasobruslení   |
| 7  | Christopher Dean         | 21  | Krasobruslení   |
| 8  | John Denby               | 33  | Saně            |
| 9  | Christopher Dyason       | 31  | Saně            |
| 10 | John Denby               | 33  | Saně            |
| 11 | John French              | 24  | Rychlobruslení  |
| 12 | Paul Gibbins             | 27  | Biatlon         |
| 13 | Michael Goode            | 27  | Běh na lyžích   |
| 14 | Christopher Howarth      | 19  | Krasobruslení   |
| 15 | John Howell              | 24  | Boby            |
| 16 | Philip Jacklin           | 27  | Běh na lyžích   |
| 17 | Roddy Langmuir           | 19  | Alpské lyžování |
| 18 | Gomer Lloyd              | 32  | Boby            |
| 19 | Alan Luke                | 20  | Rychlobruslení  |
| 20 | Charles MacIvor          | 23  | Běh na lyžích   |
| 21 | Archie Marshall          | 27  | Rychlobruslení  |
| 22 | Andrew Ogilvy-Wedderburn | 27  | Boby            |
| 23 | Keith Oliver             | 32  | Biatlon         |
| 24 | Jeremy Palmer-Tomkinson  | 36  | Saně            |
| 25 | Nick Phipps              | 27  | Boby            |
| 26 | Roger Potter             | 34  | Boby            |
| 27 | Derek Prentice           | 29  | Saně            |
| 28 | Jackie Price             | 29  | Boby            |
| 29 | Michael Pugh             | 26  | Boby            |
| 30 | Geoff Sandys             | 28  | Rychlobruslení  |
| 31 | Nicky Slater             | 21  | Krasobruslení   |
| 32 | Alan Stewart             | 24  | Alpské lyžování |
| 33 | Neil Townshend           | 24  | Saně            |
| 34 | Tony Wallington          | 31  | Boby            |
| 35 | Jim Wood                 | 27  | Biatlon         |
| 36 | Jonnie Woodall           | 34  | Boby            |

### Ženy
| #  | Jméno             | Věk | Sport           |
| -- | ----------------- | --- | --------------- |
| 1  | Karen Barber      | 18  | Krasobruslení   |
| 2  | Kirstin Cairns    | 17  | Alpské lyžování |
| 3  | Moira Cargill     | 21  | Alpské lyžování |
| 4  | Kim Ferran        | 22  | Rychlobruslení  |
| 5  | Susy Garland      | 13  | Krasobruslení   |
| 6  | Mandy Horsepool   | 20  | Rychlobruslení  |
| 7  | Valentina Iliffe  | 23  | Alpské lyžování |
| 8  | Karena Richardson | 20  | Krasobruslení   |
| 9  | Anne Robb         | 20  | Alpské lyžování |
| 10 | Jayne Torvillová  | 22  | Krasobruslení   |
| 11 | Avril Walker      | 25  | Saně            |
| 12 | Joanna Weaver     | 22  | Saně            |